# 11. srpen
11. srpen je 223. den roku podle gregoriánského kalendáře (224. v přestupném roce). Do konce roku zbývá 142 dní.

## Události

### Česko
- 1804 – Z habsburských dědičných zemí, ze zemí Koruny české a z Uherského království bylo vytvořeno Rakouské císařství a František II. se prohlásil rakouským císařem
- 1805 – V Rakouském císařství byla zavedena povinná školní docházka pro děti od 6 do 12 let.
- 1882 – První telefonní ústředna otevřena v Praze. První den měla telefonní síť 11 účastníků, v prosinci již 30 účastníků. Personál dostal pokyn, aby se ohlašoval zvoláním „Ha-hej!“ („Haló" se ujalo až později).
- 1896 – Albert Schiller z Vídně uspořádal v Brně první filmové představení v maurském sále Grand Hotelu. Za večer promítl za 30 minut 6 filmů a vstupné bylo 50 krejcarů. Brno tak vidělo filmy jako první v republice, Praha poznala film až o 2 měsíce později.
- 1906 – Na svém evropském turné vystoupil v Brně Buffalo Bill se svou Wild West Show
- 1921 – První příjezd prezidenta Tomáše Garrigue Masaryka na zámek Lány přímo z italského ostrova Capri.
- 1939 – Premiéra českého filmu režiséra Otakara Vávry Humoreska s Rudolfem Hrušínským v hlavní roli.
- 1945 – Prezident republiky Edvard Beneš vydává dekret o zestátnění československého filmu. První poválečný film, snímek Řeka čaruje, natočil režisér Václav Krška.
- 1999 – V Česku bylo pozorovatelné zatmění Slunce.

### Svět
- 3114 př. n. l. – Začátek Mesoamerického dlouhého kalendáře, který používala předkolumbovská mesoamerická civilizace, hlavně Mayové
- 2492 př. n. l. – Tradiční datum porážky Bela bojovníkem Hajkem, zakladatelem arménského národa
- 0480 př. n. l. – Řecko-perské války: Peršané vedení králem Xerxem I. porazili v bitvě u Thermopyl do posledního muže bojující Helény v čele se spartským králem Leonidem.
- 0070 – První židovská válka: římští vojáci vypálili Druhý jeruzalémský chrám.
- 0117 – Po smrti císaře Trajána byl novým římským císařem prohlášen Hadrián, který upustil od výbojných válek, ustoupil z nově získaných provincií Arménie, Mezopotámie a Asýrie a soustředil se na zajištění hranic říše.
- 1297 – Papež Bonifác VIII. svatořečil francouzského krále Ludvíka IX.
- 1492 – Rodrigo Borgia byl zvolen papežem Alexandrem VI.
- 1885 – Američané vybrali $100,000 na podstavec Sochy Svobody, kterou dostanou od Francouzů
- 1863 – Kambodža se stává francouzským protektorátem
- 1866 – V Newportu na Rhode Island otevřeli první kluziště na kolečkové brusle
- 1877 – Americký astronom Asaph Hall objevil Marsův měsíc Deimos.  Existenci měsíců Marsu předpověděl již Johannes Kepler v roce 1610.
- 1906 – První patent pro zvukový film udělen Eugen Lauste ve Francii
- 1908 – Anglický král Edward VII. se setkal s německým císařem Wilhelm z Friedrichshofu. Hlavním bodem jednání byl znepokojující nárůst německého námořnictva
- 1914 – Francie vypověděla válku Rakousko-Uhersku.
- 1934
  - Na ostrov Alcatraz v Sanfranciském zálivu dorazili první federální trestanci. Stará španělská pevnost byla přestavěna na vězení se nejvyšší ostrahou k věznění nejtěžších zločinců s nulovou možností útěku.
  - Zachránění polárníka Richarda Byrda. Po 136 dnech absolutní samoty, si pro něho přijeli kolegové. 28. března 1934 zůstal na meteorologické stanici, aby tam sám strávil polární zimu
- 1936 – Čankajškovo vojsko dobylo čínský Kanton
- 1938
  - Sovětsko-japonské pohraniční konflikty: sovětské jednotky definitivně odrazily japonské divize v bitvě u jezera Chasan (střetnutí trvalo od 29. července).
  - Vznikla Slovinská akademie věd a umění.
- 1940 – Anglická protiletecká obrana sestřelila nad Londýnem 38 německých bombardérů
- 1943
  - Němci začínají šestidenní evakuaci italského poloostrova Sicílie po těžkých ztrátách v bojích proti Spojencům, kteří se vylodili na Sicílii v červenci
  - V Salcburku se konala premiéra posledního díla Richarda Strausse – 2. koncert pro lesní roh Es Dur
- 1944 – Klaus Barbie, nejvyšší představitel Gestapa v Lyonu, je převelen do koncentračního tábora Auschwitz
- 1952 – Husajn I., ještě teenager, nastoupil na jordánský královský trůn, potom, co jeho vládnoucí otec byl prohlášen za mentálně nesvéprávného. Oficiální korunovace proběhla 14. listopadu 1953 na jeho 18. narozeniny.
- 1956 – Čtyřmotorová Cessna 620 provádí svůj první zkušební let
- 1960 – Čad vyhlásil nezávislost.
- 1999 – Nastalo úplné zatmění Slunce pozorovatelné v Evropě a Asii.
- 2003 – Nad vojenskými jednotkami v Afghánistánu převzalo kontrolu NATO.

## Narození

### Česko

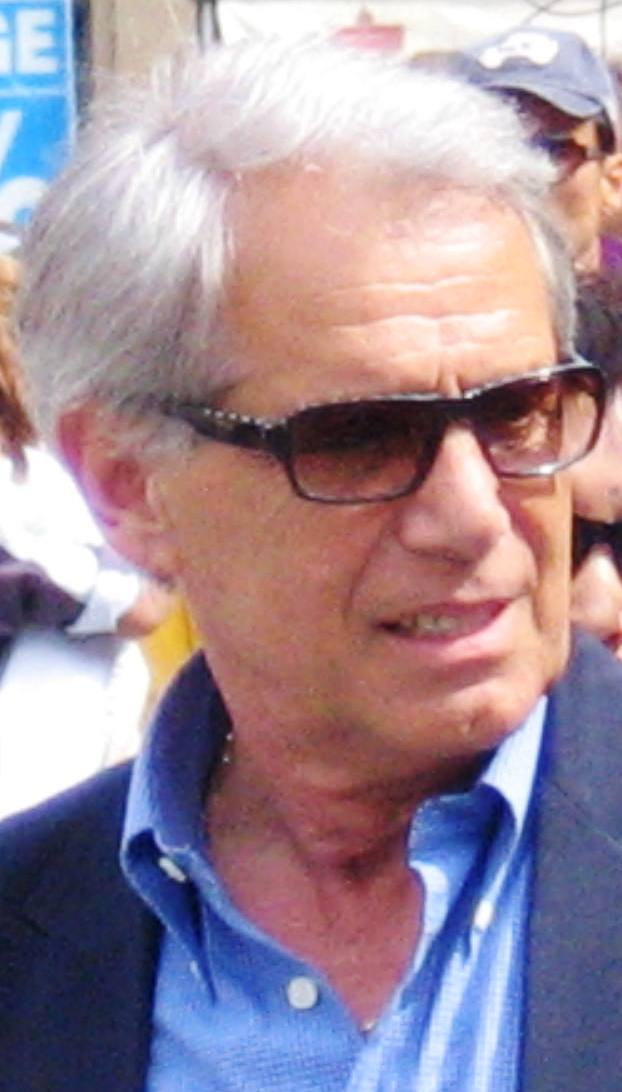
Josef Laufer (* 1939)

- 1799 – Jan Kazimír Wiedersperger z Wiederspergu, teolog († 10. července 1871)
- 1807 – Karel Würbs, český kreslíř, malíř, litograf a pedagog († 6. července 1876)
- 1820 – František Fiala, český politik, starosta Ústí nad Orlicí († 10. července 1892)
- 1830 – Heinrich Mattoni, karlovarský podnikatel († 14. května 1910)
- 1854 – Jindřich Metelka, kartograf a politik († 9. září 1921)
- 1870 – Jan Šrámek, kněz, politik, předseda Londýnské exilové vlády († 22. dubna 1956)
- 1878 – Zdeněk Wirth, historik umění († 26. února 1961)
- 1893 – Jarmila Kronbauerová, herečka († 6. listopadu 1968)
- 1899 – Jindřich Štyrský, malíř († 21. března 1942)
- 1900 – František Uhlíř, československý politik († 1980)
- 1912 – Věra Vovsová, malířka († 31. srpna 1998)
- 1917 – Josef Hercz, lékař, válečný veterán († 9. prosince 2010)
- 1919 – Alois Vyhňák, voják a příslušník výsadku Platinum – Pewter († 24. července 1994)
- 1921 – Robert Piesen, malíř († 20. ledna 1977)
- 1926 – Miloš Noll, malíř, grafik, ilustrátor, scénograf a filmový scenárista († 24. července 1998)
- 1927
  - Vojtěch Engelhart, převor-administrátor Emauzského kláštera v Praze († 13. února 2006)
  - Václav Babka, český herec († 1. července 2010)
- 1928 – Sláva Volný, redaktor Svobodné Evropy († 29. ledna 1987)
- 1930
  - Ctirad Mašín, člen protikomunistické skupiny bratří Mašínů († 13. srpna 2011)
  - Jarmila Turnovská, scenáristka a dramaturgyně († 1. března 2010)
  - Miroslav Štolfa, malíř, grafik a vysokoškolský pedagog († 26. února 2018)
- 1937 – Rudolf Tomášek, atlet, který se specializoval na skok o tyči
- 1939 – Josef Laufer, zpěvák, režisér, moderátor, herec († 20. dubna 2024)
- 1946
  - Jiří Haas, český astronom a politik
  - Miroslava Pešíková, česká tanečnice
- 1948 – Jan Palach, student, který se na protest proti narůstající apatii ve společnosti po okupaci Československa armádami Varšavské smlouvy upálil na Václavském náměstí v Praze († 19. ledna 1969)
- 1950 – Ivana Čornejová, česká historička
- 1956 – Jitka Komendová, česká spisovatelka
- 1958 – Josef Bečvář, náčelník Generálního štábu Armády České republiky
- asi 1967 – Ostravak Ostravski, ostravský blogger
- 1977 – René Slováčková, česká herečka
- 1979 – Michal Tabara, tenista
- 1992 –  Mirai Navrátil, zpěvák

### Svět

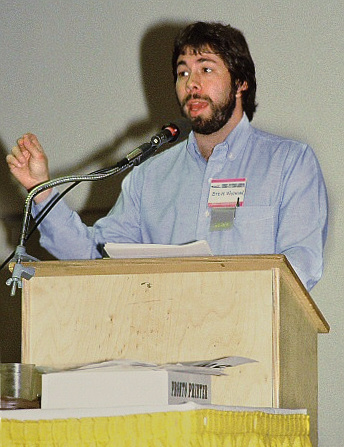
Steve Wozniak (* 1950)

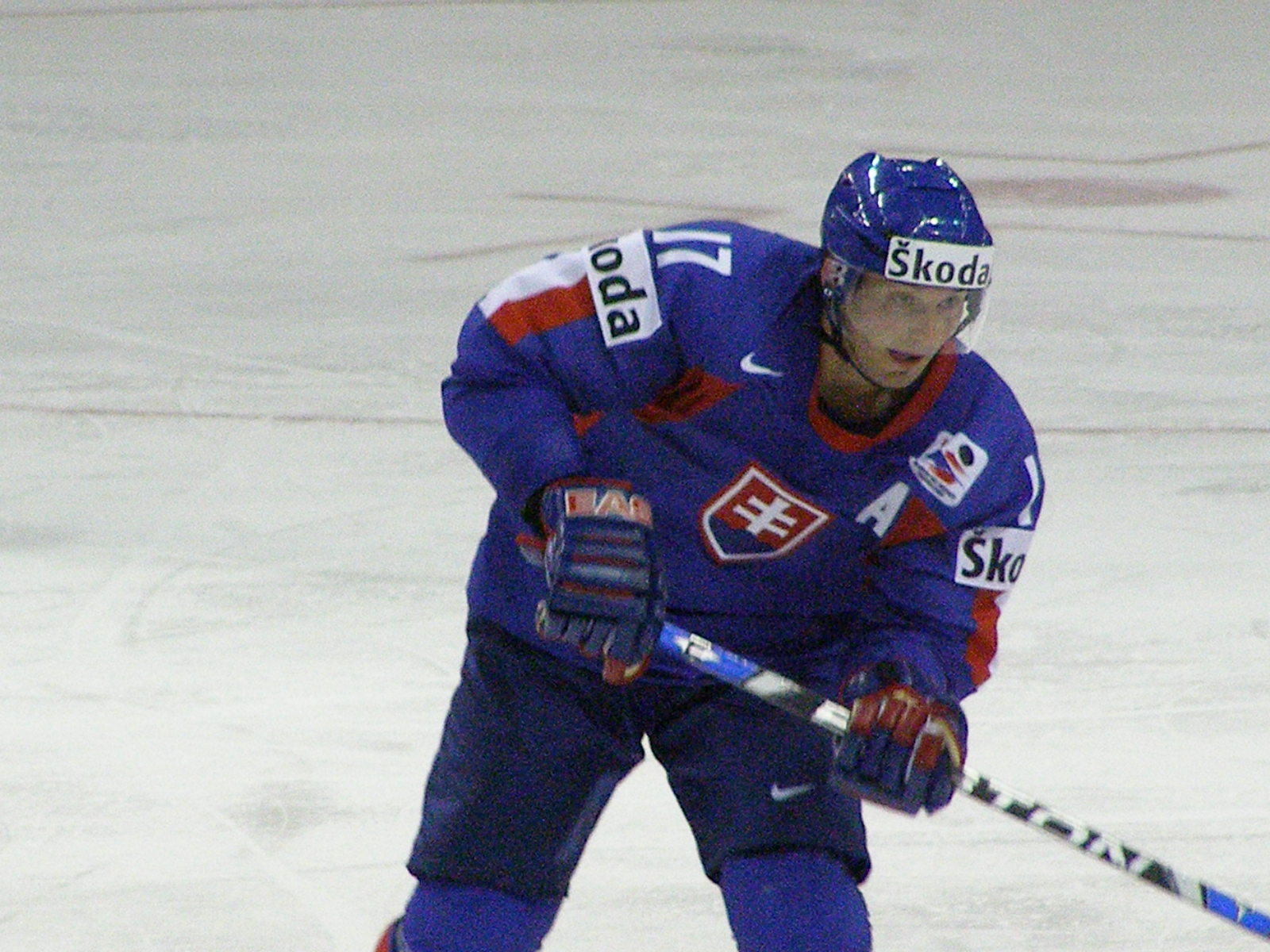
Ľubomír Višňovský (* 1976)

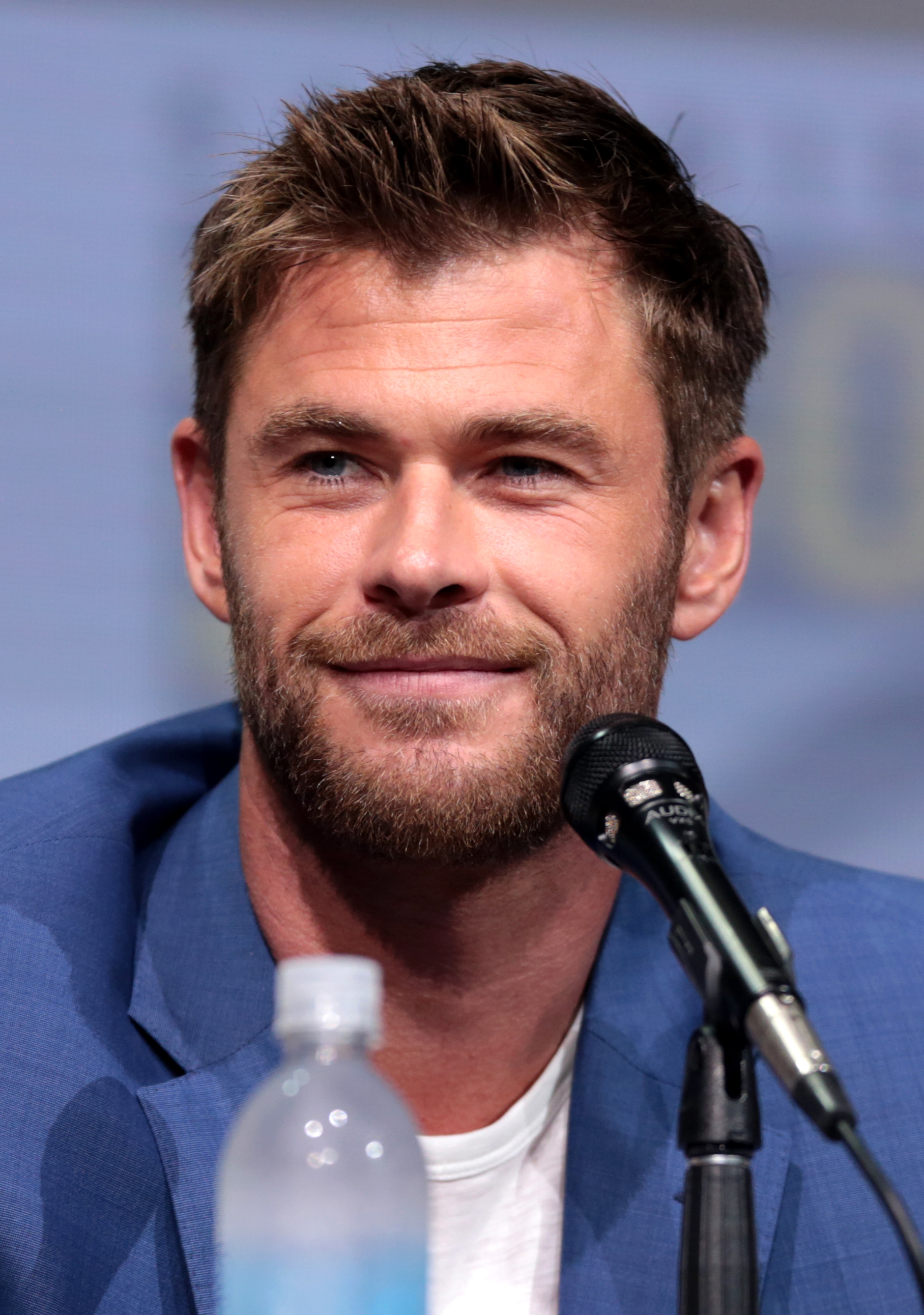
Chris Hemsworth (* 1983)

- 1381 – Jolanda Aragonská, vévodkyně z Anjou († 14. listopadu 1442)
- 1661 – Takarai Kikaku, japonský básník († 1. dubna 1707)
- 1673 – Richard Mead, anglický lékař a epidemiolog († 16. února 1754)
- 1694 – Giorgio Baffo, benátský básník a senátor († 31. července 1768)
- 1706 – Marie Augusta Thurn-Taxis, vévodkyně württemberská († 1. února 1756)
- 1720 – Martin Gerbert, německý teolog, historik a muzikolog († 3. května 1793)
- 1778 – Friedrich Ludwig Jahn, pruský pedagog a vlastenec († 15. října 1852)
- 1799 – Joachim Barrande, francouzský paleontolog činný v Čechách († 1883)
- 1810 – Karl Mayet, německý šachový mistr († 18. května 1868)
- 1813 – Kamehameha III., havajský král († 15. prosince 1854)
- 1814 – Ivan Mažuranić, chorvatský básník († 4. srpna 1890)
- 1821 – Siegmund Conrad von Eybesfeld, předlitavský státní úředník a politik († 9. července 1898)
- 1827 – Nikolaj Šiškin, ruský ministr zahraničí († 11. listopadu 1902)
- 1836 – Cato Guldberg, norský matematik a chemik († 14. ledna 1902)
- 1837 – Marie François Sadi Carnot, francouzský politik, prezident († 1894)
- 1858 – Christiaan Eijkman, nizozemský lékař, nositel Nobelovy ceny za fyziologii a medicínu († 5. listopadu 1930)
- 1861 – Albert Boehringer, německý chemik a podnikatel († 11. března 1939)
- 1863 – Ernest Gunther Šlesvicko-Holštýnský, německý šlechtic († 22. února 1921)
- 1882
  - Kimon Georgiev, bulharský předseda vlády († 28. září 1969)
  - Rodolfo Graziani, italský generál a ministr války Republiky Salò († 11. ledna 1955)
- 1887 – Friedrich Zander, německý raketový konstruktér († 28. března 1933)
- 1892
  - Władysław Anders, hlavní velitel polských ozbrojených sil v letech 1944–1945 († 12. května 1970)
  - Eidži Jošikawa, japonský spisovatel historických románů († 7. září 1962)
- 1897 – Schöne Náci, známá bratislavská postavička 20. století († 23. října 1967)
- 1898
  - Peter Mohr Dam, faerský premiér († 8. listopadu 1968)
  - Karolina Lanckorońska, polská historička umění, odbojářka († 25. srpna 2002)
- 1900 – Charlie Paddock, americký sprinter, dvojnásobný olympijský vítěz († 21. července 1943)
- 1902 – Žarko Zrenjanin, jugoslávský partyzán a politik († 4. listopadu 1942)
- 1905 – Kurt Gerstein, německý příslušník SS, autor tzv. Gersteinovy zprávy († 25. července 1945)
- 1910 – George Caspar Homans, americký sociolog († 29. května 1989)
- 1914 – Rafa'el Reisz, člen výsadkové skupiny Amsterdam († 20. listopadu 1944)
- 1917
  - André Chouraqui, francouzský právník, spisovatel a politik († 9. července 2007)
  - Vasil Biľak, slovenský komunistický politik († 6. února 2014)
- 1921 – Alex Haley, americký spisovatel († 10. února 1992)
- 1923 – Vladimír Kašpar, slovenský odbojář, voják, novinář a politik († 24. února 2006)
- 1926 – Aaron Klug, britský fyzik a chemik litevského původu, laureát Nobelovy ceny za chemii
- 1928 – Wilhelm Alzinger, rakouský archeolog († 2. ledna 1998)
- 1929 – Alun Hoddinott, velšský hudební skladatel († 11. března 2008)
- 1931 – Martin Hollý, slovenský filmový a televizní režisér, scenárista († 2004)
- 1932
  - Fernando Arrabal, španělský dramatik, výtvarník a filmař
  - Peter Eisenman, americký architekt
- 1933 – Jerzy Grotowski, polský divadelní režisér a teoretik († 14. ledna 1999)
- 1937 – Shel Talmy, americký hudební producent a skladatel († 13. listopadu 2024)
- 1941 – John Simon, americký hudební producent, hudebník a hudební skladatel
- 1942
  - Laurel Goodwinová, americká herečka
  - Mike Hugg, britský hudebník (Manfred Mann)
- 1943
  - Jurij Galin, český režisér ruského původu
  - Jim Kale, kanadský baskytarista
  - Parvíz Mušaraf, prezident a předseda vlády Pákistánu († 5. února 2023)
  - Dieter Schubert, německý veslař, olympijský vítěz
  - Geoff Muldaur, americký zpěvák a kytarista
- 1944
  - Davey Payne, anglický saxofonista
  - Ian McDiarmid, skotský divadelní herec a režisér
- 1946
  - Marilyn vos Savantová, americká sloupkařka, spisovatelka, dramatička
  - Michael Fonfara, kanadský hudebník
- 1949 – Olivier de Funès, francouzský herec a letec
- 1950
  - Steve Wozniak, americký počítačový inženýr, filantrop, publicista, zakladatel Apple Computer
  - Erik Brann, americký rockový kytarista a zpěvák, člen Iron Butterfly († 25. července 2003)
- 1951 – Volodymyr Dibrova, ukrajinský spisovatel, dramatik, překladatel, literární teoretik
- 1952 – Reid Blackburn, americký fotograf († 18. května 1980)
- 1953
  - Anton Marec, slovenský prozaik a dramatik († 21. září 2021)
  - Hulk Hogan, americký herec a bývalý profesionální wrestler
  - Joachim Friedrich, německý ekonom a spisovatel
  - Dominik Wieczorkowski-Rettinger, polský dramatik, filmový režisér a scenárista
- 1954 – Bryan Bassett, americký kytarista
- 1956 – Pierre-Louis Lions, francouzský matematik
- 1957 – Richie Ramone, americký hudebník skupiny (Ramones)
- 1958 – Jah Wobble, britský baskytarista
- 1962 – Christian Aaron Boulogne, francouzský fotograf
- 1968 – Lorenzo Bernardi, italský volejbalista
- 1969
  - Jevgenij Krivošejcev, ruský horolezec
  - Vanderlei de Lima, bývalý brazilský atlet
- 1971 – Javier Sierra – španělský romanopisec, publicista a novinář
- 1976
  - Ľubomír Višňovský, slovenský hokejový obránce a reprezentant
  - Ben Gibbard, americký hudebník
- 1983 – Chris Hemsworth, australský herec
- 1984 – Ljudmila Postnovová, ruská házenkářka
- 1991 – Cristian Tello, španělský fotbalista

## Úmrtí

### Česko

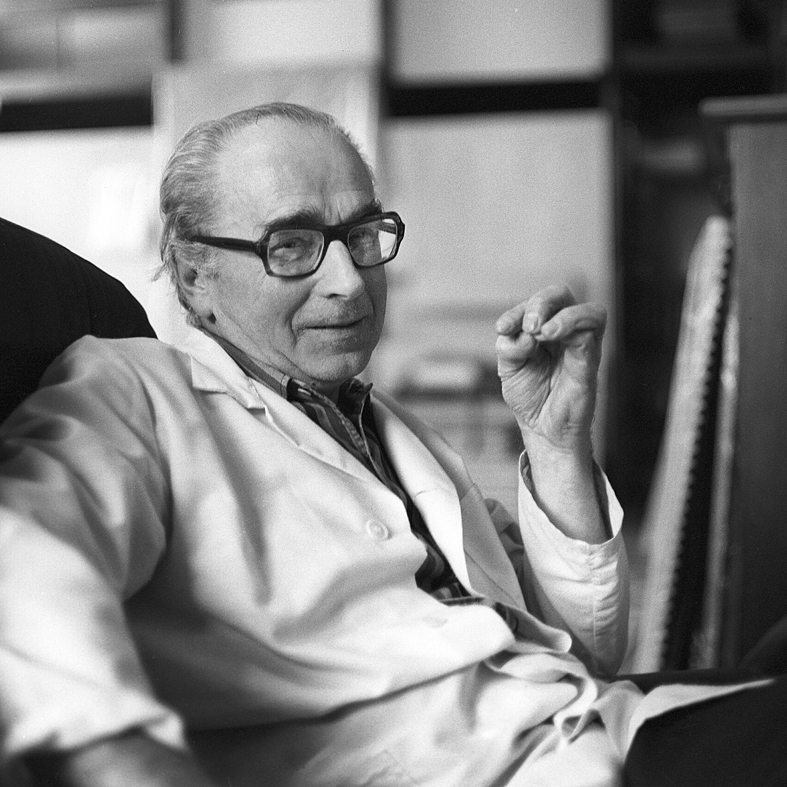
Jiří Kolář († 2002)

- 1689 – Václav Jan Rosa, básník, filolog a právník (* asi 1620)
- 1742 – Jiří František Pacák, sochař období baroka (* cca 1670)
- 1877 – Jan Karel Rojek, kněz a národní buditel (* 31. března 1804)
- 1892 – Ladislav Stroupežnický, dramaturg (* 6. leden 1850)
- 1906 – Franz Moritz Roser, rakouský český lékař a politik (* 18. září 1818)
- 1908 – Franz Schlegel, poslanec Českého zemského sněmu (* 10. října 1826)
- 1925 – Otakar Kukula, český lékař, profesor chirurgie (* 2. února 1867)
- 1929 – Rudolf Nováček, český vojenský kapelník a skladatel (* 7. dubna 1860)
- 1939 – Karel Kotrba, sochař (* 17. ledna 1893)
- 1941 – Antonín Hudeček, český malíř (* 14. ledna 1872)
- 1943 – František Mikolášek, český pedagog, regionální historik a kartograf (* 27. února 1860)
- 1946 – Bohumila Bloudilová, česká fotografka (* 19. března 1876)
- 1950
  - Antonín Matějček, český historik umění (* 31. ledna 1889)
  - Karel Novák, český fotograf a pedagog (* 7. ledna 1875)
- 1955 – Josef Gemrot, příslušník výsadku Calcium (* 27. prosince 1911)
- 1956 – Vilém Zítek, operní pěvec-basista (* 9. září 1890)
- 1963 – Josef Fiala, český malíř (* 31. srpna 1882)
- 1972 – Jaroslav Pešán, voják a příslušník výsadku Platinum-Pewter (* 28. ledna 1912)
- 1978 – Rudolf Hurt, archivář a historik (* 26. listopadu 1902)
- 1987 – Josef Šindelář, československý legionář a amatérský botanik Kladenska (* 28. února 1894)
- 1991 – Ludmila Roubíková, herečka (* 4. ledna 1919)
- 1995
  - Jindřich Brok, fotograf (* 20. ledna 1912)
  - Karel Berman, operní pěvec, hudební skladatel a režisér (* 14. dubna 1919)
- 1996 – Rafael Kubelík, dirigent (* 29. červen 1914).
- 2002 – Jiří Kolář, básník a výtvarník (* 24. září 1914)
- 2008 – Karel Risinger, hudební skladatel a muzikolog (* 18. června 1920)
- 2010
  - Věra Janoušková, akademická sochařka (25. června 1922)
  - Viktorie Švihlíková, klavíristka,cembalistka a hudební pedagožka (* 20. května 1915)
  - Jan Marius Tomeš, básník, esejista (* 20. září 1913)
- 2013
  - Vladimíra Čerepková, česká básnířka (* 4. února 1946)
  - Pepa Streichl, ostravský bluesový a folkový písničkář (* 8. září 1949)

### Svět

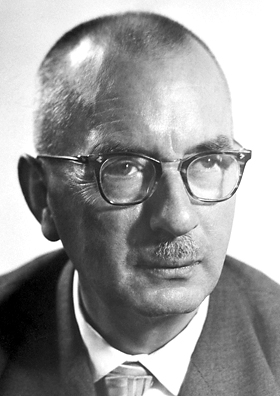
Karl Ziegler († 1973)

- 0897 – Guifredo I. Barcelonský, barcelonský hrabě (* ?)
- 1204 – Guttorm Sigurdsson, norský král (* ? 1199)
- 1212 – Beatrix Štaufská, římská královna jako manželka Oty IV. (* 1198).
- 1253 – Klára z Assisi, italská řeholnice a světice, zakladatelka rádu Klarisek (* 1194)
- 1259 – Möngke, čtvrtý Velký chán Mongolů (* 10. ledna 1208)
- 1268 – Anežka z Faucigny, savojská hraběnka (* ?)
- 1283 – Blanka Navarrská (1226), bretaňská vévodkyně (* 1226)
- 1456 – János Hunyadi, sedmihradský vojevůdce (* cca 1387)
- 1519 – Johann Tetzel, německý kazatel a prodejce odpustků (* 1465)
- 1656 – Ottavio Piccolomini italský generál, velitel tělesné stráže Albrechta z Valdštejna (* 11. listopadu 1599)
- 1844 – Jernej Kopitar, slovinský jazykovědec a buditel (* 21. srpna 1780)
- 1850 – Atiye Sultan, osmanská princezna a dcera sultána Mahmuda II. (* 2. ledna 1824)
- 1879 – Jan Swerts vlámský malíř (* 25. prosince 1820)
- 1881 – Jane Digby, anglická aristokratka a milenka bavorského krále Ludvíka I. (* 3. dubna 1807)
- 1886 – Lydia Koidula, estonská spisovatelka (* 24. prosince 1843)
- 1890 – John Henry Newman, anglikánský teolog (* 21. února 1801)
- 1900 – Sanjútei Enčó, japonský vypravěč (* 1. dubna 1839)
- 1919 – Andrew Carnegie, americký podnikatel a filantrop (* 25. listopadu 1835)
- 1939 – Paul Epstein, německý matematik (* 24. července 1871)
- 1953 – Tazio Nuvolari, italský motocyklový a automobilový závodník (* 16. listopadu 1892)
- 1956 – Jackson Pollock, americký malíř (* 28. ledna 1912)
- 1957 – Rudolf Weigl, polský imunolog (* 2. září 1883)
- 1961 – Antanas Škėma, litevský spisovatel (* 29. listopadu 1911)
- 1964 – Leopold Mannes, americký hudebník, vynálezce barevného reverzního filmu (* 26. prosince 1899)
- 1965 – Ethel Thomsonová Larcombeová, anglická tenistka a badmintonistka (* 8. června 1879)
- 1968 – Šmu'el Dajan, izraelský politik (* 8. srpna 1891)
- 1972 – Max Theiler, jihoafrický lékař-virolog, Nobelova cena za fyziologii a medicínu 1951 (* 30. ledna 1899)
- 1973 – Karl Ziegler, německý chemik, nositel Nobelovy ceny (* 26. listopadu 1898)
- 1974 – Jan Tschichold, německý typograf a spisovatel (* 2. dubna 1902)
- 1975 – Rachel Kacnelsonová-Šazarová, manželka izraelského prezidenta Zalmana Šazara, literární kritička (* 24. října 1885)
- 1976 – Giovanni Gozzi, italský zápasník, zlato na OH 1932 (* 19. října 1902)
- 1979 – James Gordon Farrell, anglicko-irský spisovatel (* 23. ledna 1935)
- 1984 – Marcel Balsa, francouzský automobilový závodník (* 1. ledna 1909)
- 1991 – Helmut Walcha, německý varhaník a cembalista (* 27. října 1907)
- 1994 – Peter Cushing, britský herec (* 26. května 1913)
- 1995 – Alonzo Church, americký matematik (* 14. června 1903)
- 1996
  - Baba Vanga, bulharská nevidomá věštkyně (* 31. ledna 1911)
  - Mel Taylor, americký rockový bubeník (* 24. září 1933)
- 2003 – Armand Borel, švýcarský matematik (* 21. května 1923)
- 2004 – Mária Kišonová-Hubová, slovenská operní pěvkyně (* 17. března 1915)
- 2006 – François Abou Mokh, arcibiskup Palmýrský (* 1. července 1921)
- 2007 – Herb Pomeroy, americký trumpetista (* 15. dubna 1930)
- 2008 – Fred Sinowatz, rakouský politik a kancléř (* 5. února 1929)
- 2010 – James Mourilyan Tanner, britský dětský endokrinolog (* 1. srpna 1920)
- 2012 – Von Freeman, americký saxofonista (* 3. října 1923)
- 2014 – Robin Williams, americký herec (* 21. července 1951)
- 2018 – V. S. Naipaul, britský romanopisec hindského původu († 17. srpna 1932)

## Svátky

### Česko
- Zuzana
- Dulcinea
- Filomen, Filoména

### Svět
- Zambie: Den mladých (je-li pondělí)
- Čad: Den nezávislosti
- Jordánsko: Korunovace krále Husseina

| 11. srpen v pražském KlementinuÚdaje jsou platné k 8. 7. 2025. | 11. srpen v pražském KlementinuÚdaje jsou platné k 8. 7. 2025. | 11. srpen v pražském KlementinuÚdaje jsou platné k 8. 7. 2025. |
| minimum                                                        | denní průměr                                                   | maximum                                                        |
| -------------------------------------------------------------- | -------------------------------------------------------------- | -------------------------------------------------------------- |
| 10,3 °C (2016)                                                 | 19,7 °C (od 1961)                                              | 35,2 °C (2015)                                                 |